# Saint-Sulpice-des-Rivoires
Saint-Sulpice-des-Rivoires é uma comuna francesa na região administrativa de Auvérnia-Ródano-Alpes, no departamento de Isère. Estende-se por uma área de 7,16 km². Em 2010 a comuna tinha 442 habitantes (densidade: 61,7 hab./km²).